# De'Anthony Melton
De'Anthony Melton (North Hollywood, 28 maggio 1998) è un cestista statunitense dei Brooklyn Nets.

## Carriera
È stato selezionato dagli Houston Rockets al secondo giro del Draft NBA 2018 (46ª scelta assoluta).

## Statistiche

### NCAA
| Anno      | Squadra     | PG | PT | MP   | TC%  | 3P%  | TL%  | RP  | AP  | PRP | SP  | PP  |
| --------- | ----------- | -- | -- | ---- | ---- | ---- | ---- | --- | --- | --- | --- | --- |
| 2016-2017 | USC Trojans | 36 | 25 | 27,0 | 43,7 | 28,4 | 70,6 | 4,7 | 3,5 | 1,9 | 1,0 | 8,3 |
| Carriera  | Carriera    | 36 | 25 | 27,0 | 43,7 | 28,4 | 70,6 | 4,7 | 3,5 | 1,9 | 1,0 | 8,3 |

#### Massimi in carriera
- Massimo di punti: 16 (2 volte)[1]
- Massimo di rimbalzi: 9 (3 volte)
- Massimo di assist: 8 vs Arizona State (22 gennaio 2017)
- Massimo di palle rubate: 6 vs Washington (1º febbraio 2017)
- Massimo di stoppate: 3 (3 volte)
- Massimo di minuti giocati: 39 vs Wyoming (23 dicembre 2016)

### NBA

#### Regular Season
| Anno      | Squadra            | PG  | PT  | MP   | TC%  | 3P%  | TL%  | RP  | AP  | PRP | SP  | PP   |
| --------- | ------------------ | --- | --- | ---- | ---- | ---- | ---- | --- | --- | --- | --- | ---- |
| 2018-2019 | Phoenix Suns       | 50  | 31  | 19,7 | 39,1 | 30,5 | 75,0 | 2,7 | 3,2 | 1,4 | 0,5 | 5,0  |
| 2019-2020 | Memphis Grizzlies  | 60  | 8   | 19,5 | 40,1 | 28,6 | 76,9 | 3,7 | 2,9 | 1,3 | 0,3 | 7,6  |
| 2020-2021 | Memphis Grizzlies  | 52  | 1   | 20,1 | 43,8 | 41,2 | 80,4 | 3,1 | 2,5 | 1,2 | 0,6 | 9,1  |
| 2021-2022 | Memphis Grizzlies  | 73  | 15  | 22,7 | 40,4 | 37,4 | 75,0 | 4,5 | 2,7 | 1,4 | 0,5 | 10,8 |
| 2022-2023 | Philadelphia 76ers | 77  | 58  | 27,9 | 42,5 | 39,0 | 79,3 | 4,1 | 2,6 | 1,6 | 0,5 | 10,1 |
| 2023-2024 | Philadelphia 76ers | 38  | 33  | 26,9 | 38,6 | 36,0 | 83,5 | 3,7 | 3,0 | 1,6 | 0,4 | 11,1 |
| 2024-2025 | G.S. Warriors      | 6   | 2   | 20,2 | 40,7 | 37,1 | 62,5 | 3,3 | 2,8 | 1,2 | 0,3 | 10,3 |
| Carriera  | Carriera           | 356 | 148 | 22,9 | 41,0 | 36,9 | 77,9 | 3,7 | 2,8 | 1,4 | 0,5 | 9,1  |

#### Play-off
| Anno     | Squadra            | PG | PT | MP   | TC%  | 3P%  | TL%  | RP  | AP  | PRP | SP  | PP  |
| -------- | ------------------ | -- | -- | ---- | ---- | ---- | ---- | --- | --- | --- | --- | --- |
| 2021     | Memphis Grizzlies  | 5  | 0  | 16,7 | 35,5 | 30,0 | 60,0 | 3,2 | 1,0 | 0,2 | 0,8 | 6,2 |
| 2022     | Memphis Grizzlies  | 10 | 0  | 17,0 | 32,3 | 25,0 | 75,0 | 3,1 | 1,6 | 1,0 | 0,5 | 5,6 |
| 2023     | Philadelphia 76ers | 11 | 0  | 24,9 | 38,3 | 38,8 | 75,0 | 3,3 | 1,6 | 1,2 | 0,8 | 7,9 |
| 2024     | Philadelphia 76ers | 1  | 0  | 7,0  | 0,0  | 0,0  | -    | 1,0 | 1,0 | 0,0 | 0,0 | 0,0 |
| Carriera | Carriera           | 27 | 0  | 19,8 | 35,2 | 31,3 | 70,6 | 3,1 | 1,5 | 0,9 | 0,7 | 6,4 |

#### Massimi in carriera
- Massimo di punti: 33 vs Los Angeles Lakers (9 dicembre 2022)[2]
- Massimo di rimbalzi: 11 vs Los Angeles Clippers (8 gennaio 2022)
- Massimo di assist: 10 vs Denver Nuggets (12 gennaio 2019)
- Massimo di palle rubate: 7 vs Los Angeles Lakers (9 dicembre 2022)
- Massimo di stoppate: 3 (6 volte)
- Massimo di minuti giocati: 43 vs Los Angeles Lakers (9 dicembre 2022)

### NBA G-League
| Anno      | Squadra         | PG | PT | MP   | TC%  | 3P%  | TL%  | RP  | AP  | PRP | SP  | PP   |
| --------- | --------------- | -- | -- | ---- | ---- | ---- | ---- | --- | --- | --- | --- | ---- |
| 2018-2019 | N. Arizona Suns | 6  | 6  | 35,5 | 41,2 | 27,3 | 75,0 | 6,7 | 5,8 | 1,5 | 0,7 | 18,5 |
| 2019-2020 | Memphis Hustle  | 2  | 2  | 24,5 | 48,1 | 50,0 | 75,0 | 6,5 | 6,5 | 1,0 | 1,5 | 17,0 |
| Carriera  | Carriera        | 8  | 8  | 32,8 | 42,6 | 31,5 | 75,0 | 6,6 | 6,0 | 1,4 | 0,9 | 18,1 |